# Astronomie im Alten Ägypten

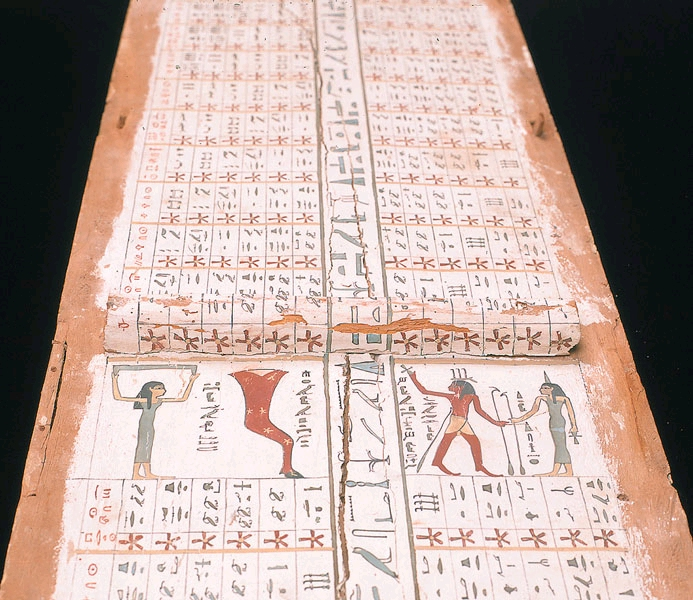
Diagonalsternuhr aus dem Mittleren Reich

Die Astronomie im Alten Ägypten ist die Astronomie der Antike im Alten Ägypten. Sie war untrennbar mit der ägyptischen Mythologie und Religion verbunden, weshalb auch die Bezeichnung „religiöse Astronomie“ verwendet wird. Im Gegensatz zur mesopotamischen stand nicht die Omen-Deutung und das Aufzeichnen von astronomischen Vorfällen im Mittelpunkt, sondern die Übertragung der göttlichen Himmelserscheinungen auf die Gottheiten und Menschen der Erde.
Der König (erst ab 1550 v. Chr. Pharao genannt) stellte in der Kosmologie das Bindeglied dar, der sich zu seinen Lebzeiten nicht mehr als normaler Mensch auf der Erde weilend sah. Er verstand sich als Empfänger der „göttlichen Befehle des Himmels“, die in seiner Verantwortlichkeit durch seinen Hofstaat ausgeführt werden mussten.
Die von den Ägyptern verfassten Astronomie-Texte hatten in der Ägyptologie lange Zeit keine wesentliche Beachtung gefunden. Die Gründe sind zu einem Teil bei den Ägyptologen selbst zu sehen, die in ihrer Erwartung enttäuscht wurden, klare Himmelsbeschreibungen wie in der mesopotamischen Astronomie präsentiert zu bekommen. Zudem sind die Niederschriften sehr anspruchsvoll und bedürfen bei ihrer Analyse der Einbeziehung der ägyptischen Mythologie.

## Astronomisch-kosmologische Texte

### Probleme des Astronomieverständnisses
Für die Forschung stand bislang meist der mathematische-wissenschaftliche Aspekt der Astronomie im Vordergrund. Da die Bestimmung von Sternen mit großen Schwierigkeiten verbunden war und der zeitliche Abstand zwischen den Daten und der Erstbezeugung meistens beträchtlich ist, entstand ein wenig vorteilhaftes Bild der ägyptischen Astronomie. Es spricht jedoch vieles dafür, dass die Ägypter eine für die damalige Zeit exakte und anwendbare Astronomie besaßen. Der Praxisbezug schlug sich immer in religiösen Texten nieder.
Astronomie-Historiker gestanden bereits im 18. Jahrhundert den altägyptischen Priesterastronomen einen hohen Wissensstand zu. Die Messgenauigkeit um 400 v. Chr. ermöglichte eine Bestimmung der genauen Jahreslänge zu 365,25 Tagen.
Hingegen wurden die kosmologischen Konzepte weder für den mathematischen Gebrauch noch für nachfolgende Generationen geschrieben, um Auskünfte über astronomische Künste der Verfasser zu geben. Dieser Sachverhalt wurde oft nicht beachtet, weshalb bisher auch kaum eine gegenseitige Kenntnisnahme der astronomisch-religiösen Texte unter den Ägyptologen betrieben wurde. Zusätzlich sind die relevanten Materialien oft verteilt und nur schwer greifbar, was von vornherein in der Vergangenheit für ein Desinteresse an der näheren Untersuchung entsprechender Motive in der Ägyptologie sorgte. Der Ägyptologe Ludwig Borchardt konnte aufgrund gefundener Fragmente und Sargausstattungen zuerst die Methoden der altägyptischen Zeitmessung analysieren und bemerkte, dass die Zeitmessung im Alten Ägypten vorwiegend auf astronomischen Beobachtungen basierte. Damit leitete er Anfang des 20. Jahrhunderts eine neue Phase in der Forschung ein. Viele der ägyptisch-astronomischen Texte sind noch nicht bearbeitet und deshalb nicht publiziert.

### Definition der religiösen Astronomie
Götter können sowohl ähnlich wie Personen als auch als himmlische Wesenheiten auftreten. Ihr Wirken ist immer vom Rahmen der kosmischen Ordnung abhängig, die hier meist mit der Göttin Maat verbunden ist. Menschen, die sich nicht an die vorgegebene Ordnung hielten, bekamen den Zorn des Sonnenauges zu spüren. Zusätzlich bedienten sich die Götter der Chatiu-Dämonen und anderen gefährlichen Götterboten. Die Chatiu-Dämonen waren zugleich als Dekan-Sterne am Himmel und in der Unterwelt tätig. Gemeinsam mit Ipet-em-pet und Sopdet bewachten sie Seth, der als Sternbild Großer Bär am Himmel versuchte, dem toten Osiris in Verkörperung des Orion Schaden zuzufügen.
So gilt die Göttin Sopdet als Herrin der Dekane, die auch für die Geburt der toten Dekane zuständig ist, die siebzig Tage unsichtbar im Totenreich weilten, um danach neugeboren am Himmel zu erscheinen. Vor diesem Hintergrund ist es nicht verwunderlich, dass für Verstorbene der Wunsch geäußert wurde, unter die Chatiu versetzt zu werden. Auf dieser Grundlage wird die Einbindung der Diagonalsternuhren in den Särgen verständlich, da der Verstorbene als späterer Dekan-Stern in den Lebenszyklus der anderen Dekan-Sterne eingebunden war.
Gleichzeitig werden die Dekane mit den altägyptischen Gauen und den Mumifizierungsriten assoziiert. Der Verstorbene erhielt das Versprechen, sein Ba könne sich nach Belieben in einen Dekan-Stern verwandeln, der in diesem Zusammenhang ikonografisch als Vogel mit menschlichem Kopf dargestellt wurde. Dessen Funktionen waren vielfältig, konnte er doch entweder als Schutz-, Weisheits- oder Schicksalsgott auftreten. Insofern verbergen sich hinter den Dekan-Sternen zugleich altbekannte ägyptische Gottheiten.
Die mehrfach belegte Feststellung antiker Autoren, die Ägypter würden nur die Gestirne als Götter verehren, beruht auf einem Missverständnis. Die Ägypter verehrten nicht allein die Gestirne, sondern erkannten in den Sternen die auf der Erde wirkenden Gottheiten wieder und umgekehrt. Dazu benutzten sie astrale Deutungen und Darstellungen.
Wie in anderen frühen Kulturen zeigen auch die Ausrichtungen der Grabbauten nach Auf- und Untergangspunkten und die „Blickrichtung“ der Toten astronomische Bezüge sowie die Verbindung von Fruchtbarkeits- und Gestirnskulten.

### Entwicklung der Himmelsvorstellungen
Als ältester Beleg der ägyptischen Himmelsvorstellungen gilt der „Kamm des Königs Wadji“ aus der 1. Dynastie. Verzierungen von Decken mit einfachen Sternmustern sind erstmals in der Djoser-Pyramide (3. Dynastie) vorzufinden. Genauer fassbar wird die Kosmologie in den Pyramidentexten, die den Aufstieg des toten Königs zum Himmel schwerpunktmäßig zum Inhalt haben. Der Himmel galt als Ort der wichtigsten Gottheiten, die in ihrer Anfangsphase ikonografisch nur in Tiererscheinungen auftraten.
Die Sargtexte des Mittleren Reichs nahmen im Verlauf die Beschreibungen der himmlischen Sphäre aus den Pyramidentexten dekorativ auf. Besonders auffällig treten nun die Diagonalsternuhren auf den Innenseiten der Sargdeckel in Erscheinung. Einzigartig ist bislang die Himmelsdarstellung im Sarg des Heni, die auch später noch in den Gräbern des Neuen Reiches vorzufinden ist. Generell lässt sich die früher angewendete strikte Trennung von Sarg- und Pyramidentexten nicht mehr aufrechterhalten, da sich die Übergänge fließend gestalten und auch später Motive des Alten Reiches vorzufinden sind.
Unter Sesostris III. widmete man sich der Neustrukturierung des sogenannten Nutbuches, das die Ägypter „Grundriss des Laufes der Sterne“ nannten und dessen Anfänge in die Thinitenzeit datiert (Anfang des dritten Jahrtausends v. Chr.) wird. Die archäologische Fundlage ist für das Neue Reich in den Tempeln und Gräbern wesentlich besser als in der Vorzeit belegt. Ob die Beschäftigung mit den Phänomenen des Himmels in dieser Zeit intensiviert wurde, kann daraus jedoch nicht geschlossen werden. Nach wie vor waren Wissenschaft und Religion weiter als eine Einheit verbunden. Die neu erfundenen Wasseruhren schmückten als Ergänzung die astronomischen Darstellungen. Ähnliche kosmologische Bezüge sind in den Tagewählkalendern vorhanden.

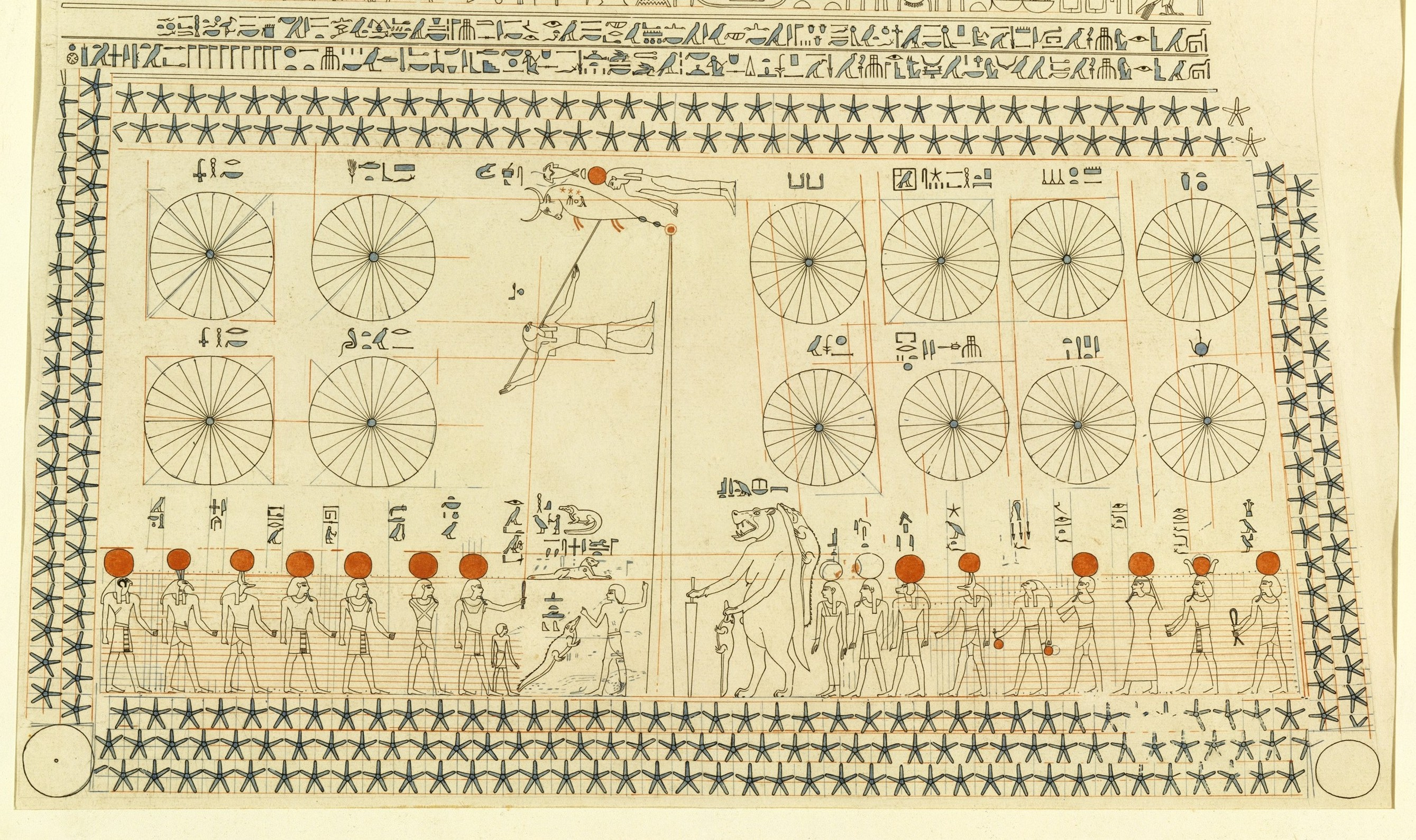
Astronomische Kalendereinteilung im Grab des Senenmut

In den Königsgräbern tauchen erstmals die Bücher vom Tag und Buch der Nacht ebenso wie das Nut-Buch auf. Die Fortführung von kosmologischen Varianten ist in der dritten Zwischenzeit festzustellen, die sich in diesem Zusammenhang besonders häufig auf das Geb-Nut-Motiv konzentrierten. Die Tempel und Gräber der Spätzeit sind meist so zerstört, dass kaum sichere Aussagen des weiteren Verlaufs möglich sind. Zusätzlich fehlen fast gänzlich erhaltene Papyri. Jedoch zeigen die wenigen erhaltenen Gräber der 25. und 26. Dynastie sowie Särge der letzten einheimischen Dynastien bis in die Ptolemäerzeit weiter die große Beliebtheit von astronomischen Motiven in Verbindung mit den Himmelsbüchern.
Zunehmend sind im sechsten Jahrhundert v. Chr. Einflüsse in den Himmelsdarstellungen mit divinatorischem Hintergrund zu bemerken, was sicherlich mit dem Einzug des Zodiaks aus Babylonien im Zusammenhang stand. Der intensive Kontakt mit der nubischen 25. Dynastie transferierte ägyptische Vorstellungen bis nach Meroe. In der griechisch-römischen Zeit sind wieder besonders vielzählige Funde von Himmelsvorstellungen in den Tempeln verzeichnet. Neben astrologischen Texten fanden auch unverändert die Himmelsbücher Anwendung.
Mit dem Ende der pharaonisch-ägyptischen Kultur sowie dem Verfall der ägyptischen Tempel verschwanden auch zumeist die Himmelsvorstellungen, die sich nur noch rudimentär in der koptischen Liturgie wiederfinden oder sich in Einzelfällen bis in die Renaissance retten konnten, ehe sich in arabischer Zeit die Spuren verlieren.

## Die kosmologische Schöpfung

Die Himmelskuh

Die Vorstellungen über das Entstehen der Welt sind im Neuen Reich erstmals dekorativ auf den Tempel- und Grabwänden dargestellt. In der Grabanlage von Ramses III. schmückten Auszüge aus dem Pfortenbuch und dem Buch von der Erde die Sarkophaghalle, im Seitenraum Szenen vom Buch von der Himmelskuh, aus dem die Priester jeweils an den Tagen des Neu- und Vollmonds unter anderem die kosmologische Schöpfung rezitierten:

„Die Väter und Mütter waren mit Re gemeinsam im Urgewässer Nun, aus dem Re von selbst entstand und das Königtum bekleidete, als Menschen und Götter noch vereint waren. Als Re auf dem Rücken der Himmelskuh zu seinem Palast zog, herrschte auf der Erde Finsternis. So sprach Re zu Nut: „Ich bin der Leuchtende, ich bin der ich bin und habe mich auf deinen Rücken gesetzt, um mich zu erhöhen.“ Nut verwandelte sich auf das Geheiß ihrer Majestät nun in die Bewohner des Unterwelt- und Sternhimmels, der sie zugleich selbst war. Re schaute in sie (die Leere in Nut) hinein und Nut sprach: „Statte mich aus mit allerlei Dingen.“ So entstanden durch Re zuerst die Sterne, danach die Opfer- und Binsenlandschaften. Anschließend schuf Re die Sterne, die nie untergehen. Nut begann wegen der großen Höhe zu schwanken. Da entstanden die Heh-Götter, die sie als Pfeiler des Himmels stützen und Hüter der Sterne sind. Schu, der Sohn des Re, stellte sich als Schutz der Heh-Götter unter seine Schwester Nut. Sie (Nut) zieht als Amme die Sterne groß, die in der Dämmerung immer wieder neu geboren und von Schu umgriffen werden. Deshalb ist sein Name zwischen die Sterne gesetzt. Eine Barke mit Steuerruder ist mit Re in Nut, die Sonnenscheibe auf ihr. Zwischen ihren Schenkeln befindet sich das Zepter des Himmels. Re ernannte Thot als seinen Stellvertreter am Nachthimmel und in der Unterwelt, denn Thot ist leuchtend wie Re. So entstand der Mond. Die Priester sollen die alten Vorschriften der alten Götter am ersten und fünfzehnten Tag des Monats in Reinheit verlesen.“

## Astronomische Konstellationen

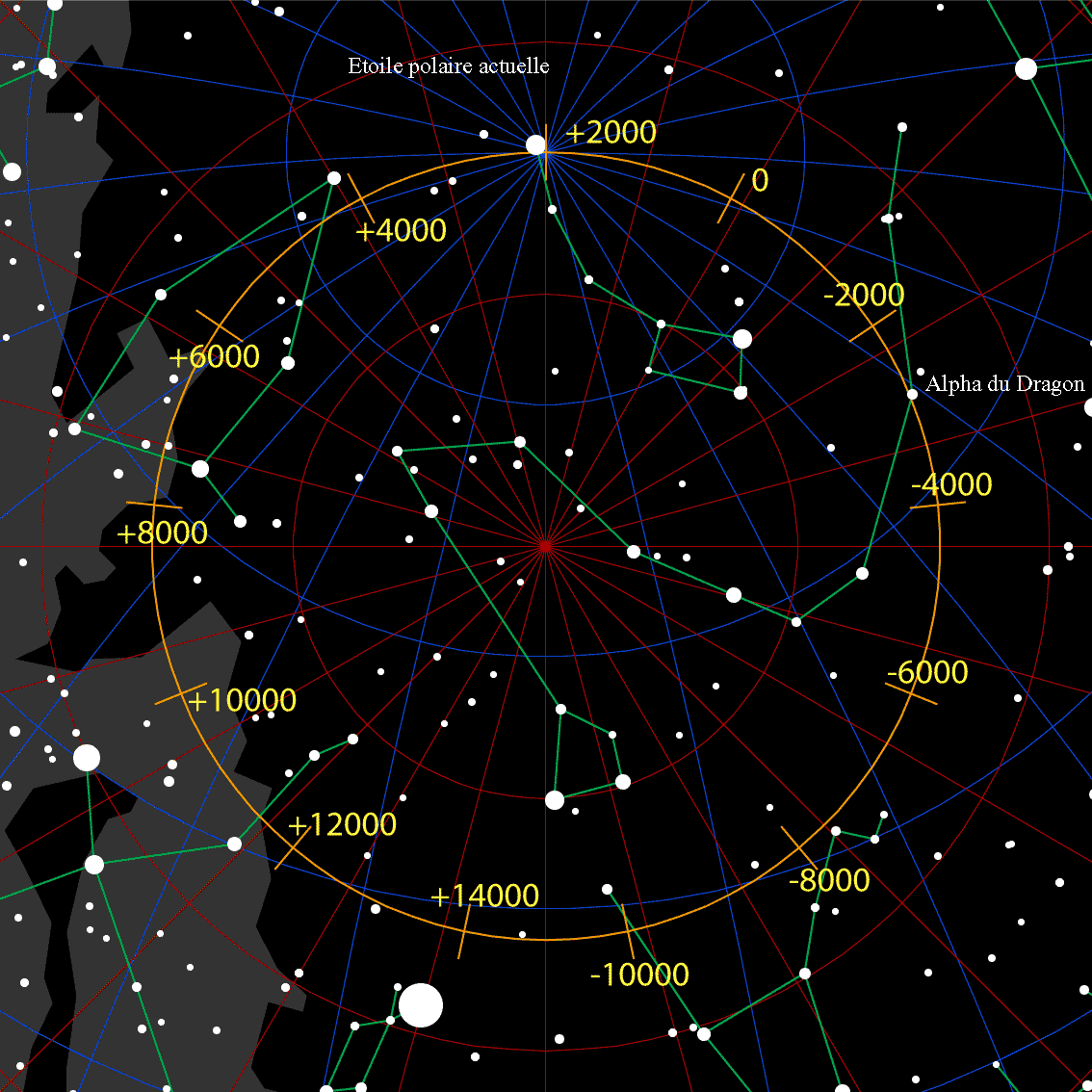
Um 2800 v. Chr. repräsentierte Thuban (Alpha Draconis) den Himmelspol.

Anfang des vierten Jahrtausends v. Chr. herrschten im Alten Ägypten andere astronomische Konstellationen als beispielsweise im 20. Jahrhundert. Wegen der Präzession war der heutige Polarstern weit vom Himmelspol entfernt und gehörte noch nicht zu den Zirkumpolarsternen. Im Nildelta blieb er erst ab 3733 v. Chr. durchgehend am Himmel sichtbar und in Elephantine ab 2326 v. Chr. Den Himmelspol repräsentierte um das Jahr 2830 v. Chr. der Stern Thuban im Sternbild Drache.
Die Zuordnung des Sternbildes „Stierschenkel“ zum Wüstengott Seth kann erst ab dem Alten Reich erfolgt sein, da die ihm zugeschriebene mythologische Rolle vorher astronomisch nicht gegeben war. Bemerkenswert ist der Umstand, dass das Sternbild des Seth in der altägyptischen Dynastiegeschichte als einzige Konstellation des Himmels nicht unterging.
Zur Zeitbestimmung bei Nacht benutzte man zwölf zirkumpolare Nachtsterne, wobei die Länge des jeweils ersten und letzten Zeitabschnitts der Jahreszeit angepasst wurde.
In den Pyramidentexten wurden die 12 „unvergänglichen Sterne im Norden, die nie untergehen“, präzise beschrieben. Dieses theologisch-kosmologische Ordnungsprinzip lag auch bei der Errichtung der Pyramiden vor, deren Ausrichtung sich immer an den „unvergänglichen Sternen im Norden“ orientierte. Die Auslegung des Ordnungsprinzips hatte die mythologische Gleichsetzung von Norden und Westen im Zusammenhang mit dem Sonnenuntergang als Grundlage, da die Sonne im Westen unter den Horizont sinkt und danach nicht mehr sichtbar ist. Selbige Unsichtbarkeit ist für den Norden und Nordosten gegeben.
Für den Süden gilt parallel die Verbindung vom Mittagsstand der Sonne und ihrem Aufgang im Osten symbolisch für die Sichtbarkeit am Tage. Das Erklärungsmuster besteht somit aus Ost/Süd = Tag und West/Nord = Abwesenheit der Sonne = Nacht. Die Ausrichtung der Schächte und Grabkammern folgte diesem Prinzip, wobei die „unvergänglichen Sterne im Norden“ ebenso in das beschriebene kosmologische Erklärungsmuster eingebunden waren.

## Zusammenhang mit dem babylonischen Zodiak
Die astrologische Terminologie tauchte in der Spätzeit Ägyptens erst in der demotischen Sprache auf und hatte die altägyptischen Aufzeichnungen als Grundlage. Nur vereinzelt sind in der Frühzeit omenartige Wertungen mit den jeweiligen Himmelssegmenten verbunden. Beispielsweise wurden Sonnen- und Mondfinsternisse als „Verschlucken des Himmels“ beschrieben.

Traditionell wurde bisher die Entstehung von astrologischen Konzepten mit Mesopotamien und Griechenland verbunden, jedoch Ägypten marginalisiert. Das analysierte ägyptische Textmaterial weist in eine andere Richtung. Die mesopotamischen Schriften gelangten zunächst nach Ägypten und vermischten sich mit religiös-astronomischen Vorlagen aus Alexandria. Ein Beispiel sind die auch heute noch im Gebrauch befindlichen Symbole der Zodiakzeichen und die Gleichsetzung vom Sternzeichen Waage mit der Horizont-Hieroglyphe: 
| N27 |

Diese sind in demotischen Quellen gut, in griechischen zunächst nur sehr sporadisch bezeugt. Vermutlich in der Spätzeit entwickelte sich ein zwölfteiliges System, das wie die Dekanlehre mit der aus Mesopotamien übernommenen Zodiak-Astrologie verschmolz. In dieser Entstehungsphase waren noch zwei konkurrierende Benennungssysteme in Gebrauch: „Awi N“ als „Haus des N“ und „Niet N“ als „Anteil des N“. Beide Formen hatten Einfluss auf die Terminologie in anderen Sprachen.
Die ägyptisch-astrologische Terminologie ist sehr gut in demotischer, griechischer und lateinischer Sprache sowie im Sanskrit bezeugt. Im mesopotamischen Raum sind dagegen diese Formen unbekannt. Als „Erfinder“ der speziellen Textstruktur kommen daher nur die Ägypter in Frage. Formulierungen und Satzbau verweisen zudem auf die typischen Muster in den Pyramidentexten. Der Befund des Nut-Buches zeigt weitere Gemeinsamkeiten. Hinzu kommt der Umstand, dass auch die antiken astrologischen Traktate die Lehren stets auf ägyptische Autoren zurückführen. Otto Neugebauer bezeichnet daher Ägypten als „Wiege der hellenistischen Astrologie, die sich von Ägypten anschließend über die ganze Welt ausbreitete“.